# Reggimento ussari della Guardia
Il Reggimento ussari della Guardia (in svedese Livregementets husarer, sigla K 3) è un'unità di cavalleria dell'esercito svedese, fra i più antichi reggimenti ancora in attività al mondo. Risale infatti al 1536, quando Gustavo I di Svezia ordinò un reclutamento di uomini e cavalli a Stoccolma. È esistito in varie forme fra il Seicento e il Settecento, prendendo parte a numerose battaglie cruciali durante le guerre dell'Impero svedese in Europa. Attualmente il reggimento svolge un ruolo centrale nelle Forze armate svedesi, essendo l'unità più spesso impiegata durante le missioni internazionali.
Il reggimento ha sempre integrato unità leggere e altamente mobili ad elevata prontezza operativa, e ha anche una lunga storia nell'area dell'intelligence. Il reggimento attualmente consiste in un battaglione aviotrasportato e un battaglione di intelligence, ed è inoltre responsabile del funzionamento degli UAV in Svezia.

## Storia
Il reggimento affonda le sue radici nell'incontro di Arboga del 1536, quando il re Gustavo I di Svezia istituì le unità di cavalleria "Bandiera dell'Uppland" (Upplandsfanan) e "Bandiera del Södermanland" (Södermanlandsfanan). Prima di allora l'esercito svedese era per la maggior parte basato su reparti mercenari e stranieri, La nuova organizzazione si basava invece su allevatori di cavalli volontari che, come incentivo all'arruolamento, ricevevano crediti d'imposta. Avrebbero dovuto esercitarsi da soli ed utilizzare i propri cavalli, ma questo sostanzialmente non avvenne mai. Questo irritò sia re Gustavo I che il suo successore Erik XIV, ma la situazione cambiò soltanto durante il regno di Carlo IX, il quale nel 1609 istituì esercitazioni ed ispezioni mensili obbligatorie per il reggimento e i suoi comandanti.
Nel 1612, all'incoronazione del figlio di Carlo IX, Gustavo Adolfo, le due unità contavano circa 200 cavalieri ciascuna ed erano ben addestrate ed equipaggiate. Queste unità di cavalleria sarebbero diventate la spina dorsale delle tattiche militari di successo del re, ispirate dai nuovi ussari alati polacchi durante la guerra dei trent'anni e la guerra polacco-svedese. Nel 1629 riorganizzò completamente l'esercito in squadroni di cavalleria indipendenti, formati da quattro compagnie di 100 uomini ciascuna. I due nuovi reggimenti, composti da due squadroni l'uno, così ottenuti vennero chiamati "Cavalieri dell'Uppland" (reclutato in Uppland, Västmanland e Värmland) e "Cavalieri del Södermanland" (reclutato in Södermanland e Närke). Durante la Battaglia di Lützen del 1632 Gustavo Adolfo comandò personalmente due di questi squadroni, uno per ogni reggimento, contro l'ala sinistra dell'esercito cattolico di Albrecht von Wallenstein, dove a causa del fumo vennero separati dal resto dell'armata alleata e subirono pesanti perdite, inclusa quella del sovrano stesso. Nonostante ciò la Svezia vinse la battaglia, e il suo nome compare nella bandiera di guerra del reggimento. Questa tattica, con la cavalleria che doveva svolgere il ruolo centrale nel fiancheggiamento e nelle manovre rapide sul campo di battaglia, richiedeva molta più abilità delle pratiche precedenti, e perciò Gustavo Adolfo venne considerato il "padre della guerra moderna" e primo grande generale dell'epoca moderna.

Il 26 novembre 1667 il reggimento venne promosso e rinominato Reggimento della Guardia a cavallo (Livregementet till häst) come ricompensa per i suoi successi sotto Carlo X Gustavo durante la seconda guerra del nord. Sotto il comando di suo figlio Carlo XI il reggimento si distinse per il suo coraggio durante la guerra di Scania, in particolar modo nella battaglia di Lund, in seguito alla quale venne riportato che il re disse: "dopo Dio ho soltanto il coraggioso Nils Bielke e il suo Reggimento della Guardia da ringraziare" ("näst Gud hade jag att tacka den tappre Nils Bielke och sitt Livregemente").

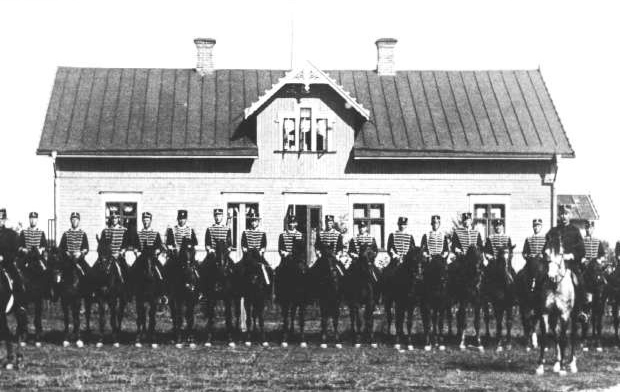
Squadrone di cavalleria schierato di fronte alla mensa dei sottufficiali. Sannahed, 1893

Durante il regno di Carlo XII il reggimento svolse un ruolo cruciale nelle numerose vittorie riportate dalla Svezia durante la grande guerra del Nord. Un esempio è la battaglia di Klissow, dove un'armata svedese di 12.000 uomini sconfisse l'esercito polacco-sassone che comprendeva il doppio delle sue forze. In questa battaglia l'ala destra, costruita intorno al reggimento e guidata da Carl Gustav Rehnskiöld, che comprendeva in totale 21 squadroni e 2100 uomini, venne circondata su tre lati dalla cavalleria sassone, forte di 34 squadroni e 4250 uomini. L'ultima linea riuscì a intuire la situazione, ruotò rapidamente e passò ad attaccare i fianchi del nemico in un brutale scontro che alla fine vinse.
Nel 1791 il reggimento venne riorganizzato in una brigata, suddivisa fra il corpo dei corazzieri e quello dei dragoni leggeri. Nel 1815 il corpo dei dragoni venne reso indipendente e rinominato Corpo degli ussari del reggimento della Guardia. Nel 1893 assunse la denominazione attuale di Reggimento ussari della Guardia. Nel 1984 l'unità venne trasferita presso l'attuale sede nella Fortezza di Karlsborg.
Nel 2023 ufficiali del reggimento hanno preso parte all'addestramento da parte della Svezia di una nuova brigata dell'esercito ucraino, equipaggiata con Leopard 2, CV-90 e Archer.

## Struttura
Il reggimento è composto da 8 squadroni, utilizzati come unità di addestramento per le forze armate, da due battaglioni operativi, e da altre unità di supporto.

### Unità di addestramento
- Squadrone Guardie
- Squadrone Örebro
- Squadrone Östra Nerike
- Squadrone Västra Nerike
- Squadrone Vadsbro
- Squadrone Valla
- Squadrone Sanna
- Squadrone Arboga

### Unità costitutive
- 31º Battaglione fanteria leggera[4]
- 32º Battaglione intelligence[5]
- Scuola di sopravvivenza delle forze armate[6]
- Unità logistica
- Unità UAV

## Comandanti
- Carlo XIII di Svezia (1791-1809)
- Carlo XIV Giovanni di Svezia (1809-1844)
- Oscar I di Svezia (1844-1859)
- Carlo XV di Svezia (1859-1872)
- Oscar II di Svezia (1872-1907)
- Gustavo V di Svezia (1907-1950)
- Gustavo VI Adolfo di Svezia (1950-1973)
- Carlo XVI Gustavo di Svezia (1973-1974)
- Gustaf Malmström (1974-1976)
- Anders Magnus Olson (1976-1980)
- Arne Håkansson (1980-1983)
- Lars Andersson (1983-1985)
- Göran Sjövall (1985-1993)
- Karl Anders Herbert Ingemar Lindberg (1993-1997)
- Claes-Roger Ljunggren (1997-2002)
- Berndt Grundevik (2002-2005)
- Ulf Gunnehed (2005-2009)
- Anders Jerker Löfberg (2009-2013)
- Dag Lidén (2013-2017)
- Ola Barvér (2017-2022)
- Markus Höök (2022-in carica)